# Аванесов, Родик Арамович
Родик (Рудик) Арамович Аване́сов (Аванесян) (род. 2 ноября 1946, Баку) — советский футболист, защитник. Мастер спорта СССР.
Начинал играть в 1965 году за «Лернагорц» Кафан. В 1967—1972 годах в составе ереванского «Арарата» в чемпионате СССР провёл 119 матчей. 27 сентября 1972 года сыграл единственный матч в еврокубках — в ответной игре 1/32 Кубка УЕФА против кипрского ЭПА (1:0). В 1973 году был в составе «Ширака» Ленинакан.
В 1993 году — тренер в «Звартноце» Вагаршапат.